# История почты и почтовых марок Таджикистана
История почты и почтовых марок Таджикистана охватывает три основных этапа развития почтовой связи на территории этого государства:
- дореволюционный,
- советский (1918—1991),
- с 1991 года — независимый, с которым также связано начало эмиссии собственных почтовых марок Таджикистана (с 1992 года).

## Развитие почты

### Дореволюционный период
Таджикистан — часть Бухарского ханства, который в 1868 году вступил под покровительство Российской империи. Северная часть Таджикистана находилась под непосредственным управлением из России с 1870 года.

### В составе СССР

#### Таджикская ССР
Во времена СССР почта Таджикской ССР, образованной в 1929 году, была частью единой советской системы связи, и оплата почтовых сборов на её территории производилась марками Советского Союза.

#### Таджикская тематика на марках СССР
Сюжеты, отражавшие республику, персоналии и географические объекты Таджикистана, неоднократно выходили как на отдельных почтовых миниатюрах, так и в составе серий марок СССР. Так, на почтовой марке СССР 1933 года (ЦФА [АО «Марка»] № 428) были изображены таджики в национальных костюмах, читающие газеты на фоне трактора и панорамы строительства. К 20-летию Таджикской ССР была издана серия из четырёх марок (ЦФА [АО «Марка»] № 1474—1477) с изображением текстильного комбината, ирригационного сооружения, Дома правительства и Государственного герба республики, медицинского института имени Авиценны и педагогического института. На рисунке (художники В. Пименов и Г. Чучелов) одной из марок (ЦФА [АО «Марка»] № 2088) в серии, вышедшей в честь 40-летия Октябрьской революции, запечатлены таджичка с корзиной хлопка-сырца в руках, Дом правительства и высоковольтная ЛЭП. Герб Таджикской ССР и лента ордена Ленина, которым была награждена республика в 1956 году, представлены ещё на одной марке СССР (ЦФА [АО «Марка»] № 2368). Выпуском почтовых марок были также отмечены 1100-летие со дня рождения А. Рудаки и 700-летие создания книги М. Саади «Гулистан» («Сад роз»).

Таджикские сюжеты на некоторых почтовых марках СССР
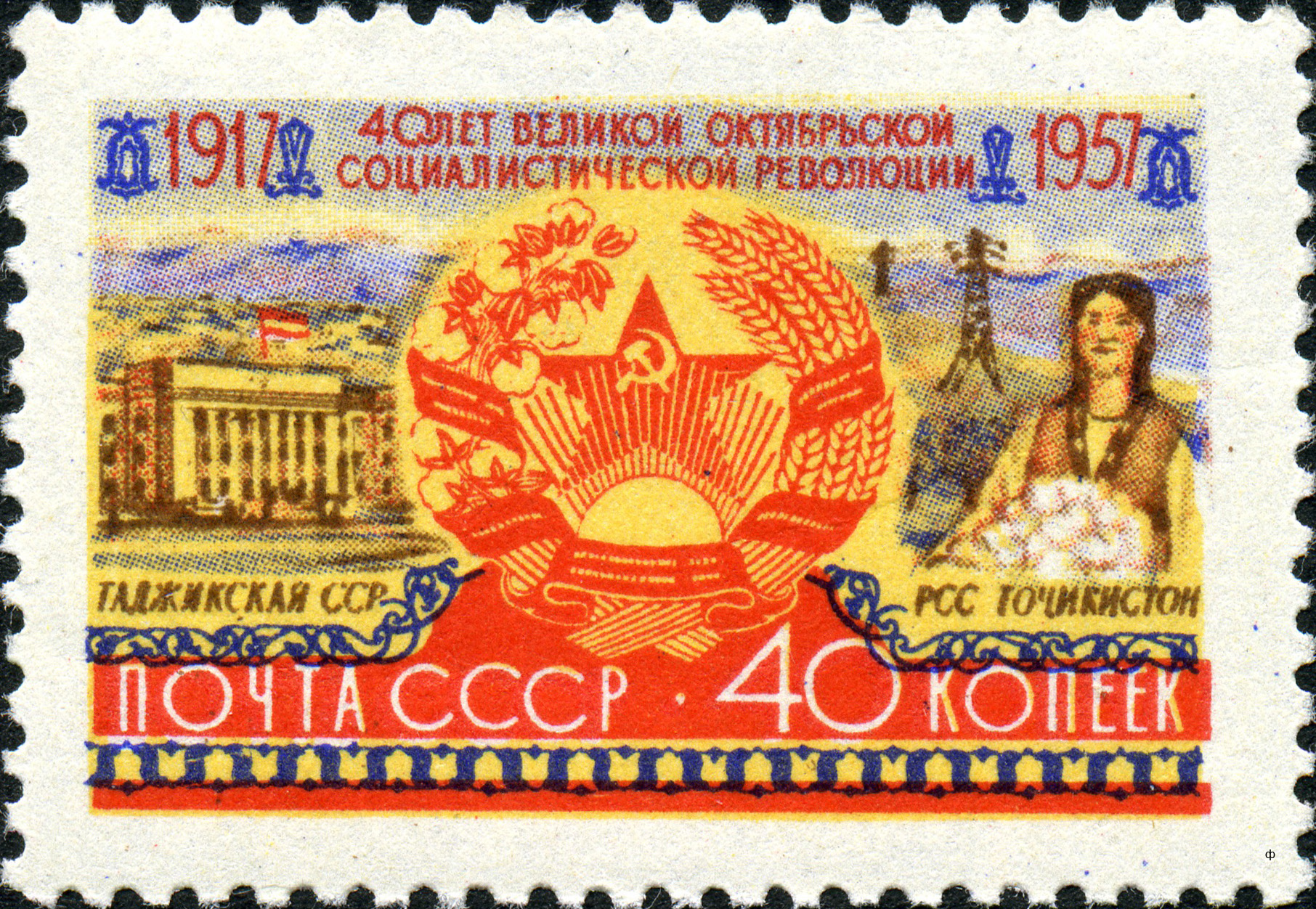
1957: Таджикская ССР. Колхозница (ЦФА [АО «Марка»] № 2088)
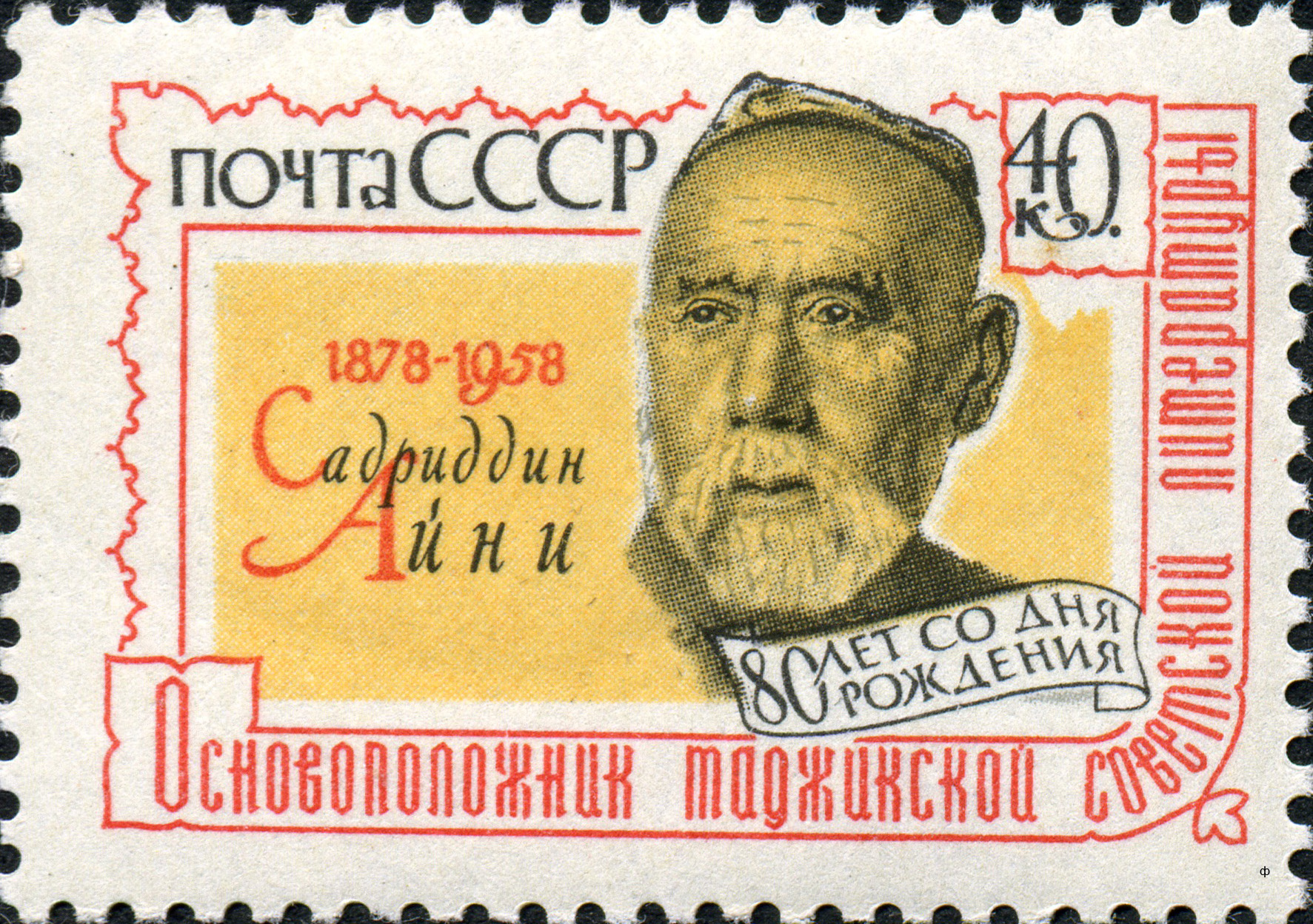
1958: Садриддин Айни (ЦФА [АО «Марка»] № 2177)
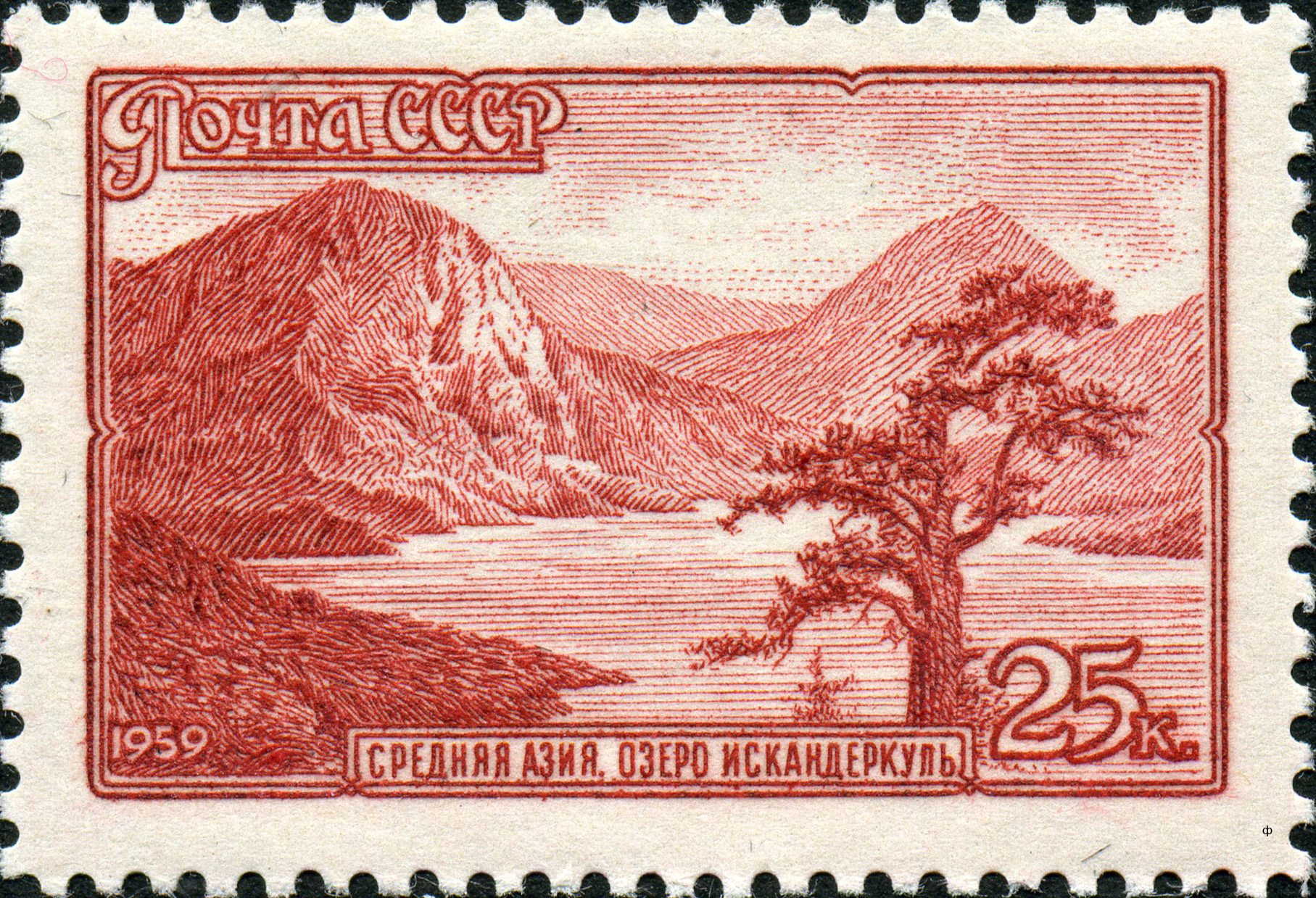
1959: Средняя Азия, озеро Искандеркуль (ЦФА [АО «Марка»] № 2385)

### Современная почтовая служба
Таджикистан объявил о своем суверенитете 24 августа 1991 года, а 9 сентября 1991 года — о своей независимости. До выпуска собственных почтовых марок использовались почтовые марки Советского Союза.
Государственный департамент «Почтаи Точикистон» организован в 1996 году, а с 1 октября 2001 года создано Государственное унитарное предприятие «Маркази Марка», которому и был доверен выпуск почтовых марок.
Работа предприятий почтовой связи Республики Таджикистан в настоящее время регламентируется Законом Республики Таджикистан «О почтовой связи», введенном в действие в августе 2003 года.
Услуги почтовой связи предоставляют три областные, межрайонное предприятие, республиканский узел специальной связи, предприятие «Маркази марка», городской почтамт, центр обработки почты, 60 узлов почтовой связи, из них 13 городские, 47 районные, также 570 отделений связи, в том числе 119 городские и 451 сельские. Не имея самостоятельного выхода на зарубежные государства, почтовый обмен Республика Таджикистан осуществляет через государства СНГ — Россию, Казахстан, Киргизстан.
Доставка почтовых отправлений, периодической печати в Душанбе и областных центрах производится 6 раз в неделю, на остальной территории 3—4 раза в неделю.

## Выпуски почтовых марок

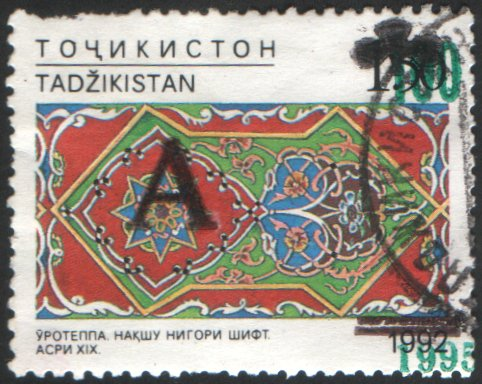
Почтовая марка Таджикистана 1997 года(Mi #113) с надпечаткой литеры «А» на марке 1992 года, надпечатанной также в 1995 году

### Первые марки
Первая марка номиналом 50 копеек — Сокровища музеев, золотая пряжка со сценой охоты на дикого кабана (I—II век н. э.) — была выпущена 20 мая 1992 года (Mi #1). Она была подготовлена при участии Издатцентра «Марка», художник Г. Комлев, и по особенностям оформления составляет общую серию с марками Казахстана, 0.50 — «Золотой воин» и первой маркой Туркменистана, 0.50 — «Женские украшения».

### Последующие эмиссии
В 1992—1997 годах почтой Таджикистана было выпущено в обращение множество надпечаток, как на стандартных марках СССР (Mi #9—12, 32—33), так и на марках самого Таджикистана, включая надпечатки на уже надпечатанных марках (Mi #113—116).
За 15 лет независимости Республики Таджикистан выпущено в свет 432 серии почтовых марок и 40 почтовых блоков. При этом для нужд предприятий почты республики идет 30 % марок, а остальные 70 % — для филателистов. Особо отмечено, что почтовые блоки выпускаются специально для филателистов.

## Фальсификации
В начале 1920-х годов имели распространение беззубцовые и зубцовые фальсификаты Туркестана, в состав которого входила территория современного Таджикистана.
Таджикистан как член Всемирного почтового союза распространил через ВПС уведомление о существовании фальшивых марок популярной тематики, изданных якобы от его имени в спекулятивных целях, включая даже миниатюру с портретом Усамы бен Ладена.